# 酒まんぢう
酒まんぢう（さけまんぢう）は北海道小樽市にある函館本線の銭函駅の名物とされる菓子。北海道の駅弁第1号とされる。

## 概要
よねた製菓（芦別市）が販売する酒饅頭である。男山（旭川市）の日本酒と酒粕を使用しており、板粕が多いのが特徴である。
小樽駅の売店「北海道四季彩館」でも販売されている。

## 歴史
1880年（明治13年）に手宮駅 - 札幌駅間で北海道初の鉄道が開通する。当時の駅は手宮駅、住吉駅、銭函駅、札幌駅の4駅で1日1往復のみ、2時間半を要していた。1881年の時刻表を参照すると、手宮駅を午前9時半に出発した便は、銭函駅に到着が午前10時過ぎ、復路は札幌駅を午後1時半に出発し、銭函駅に到着が午後2時過ぎに銭函駅に到着で、どちらも停車時間は20分ほどで、どちらの便も「小腹がすいた頃」に銭函駅到着となる。こういう事情もあり、銭函駅では開業ほどなくして、ホームでの餅、飴、饅頭などの立ち売りが始まった。
酒まんぢうの立ち売りを最初に始めたのは西辻甚太郎とされる。当時の鉄道利用者が富裕層だったこともあり、ホームでの立ち売りは盛況で最盛期には4軒から5軒の菓子屋が自家製どぶろくを用いた酒まんぢうを製造し、7人から8人の売り子がホームを歩く状況となった。このため、北海道開拓使からは「ホームに出る売り子は4人まで」という規制が発せられるほどであった。
第二次世界大戦後はどぶろくの製造が規制されたこともあって、酒まんぢうは姿を消した。

### 復活
1999年（平成11年）、芦別市の菓子職人・小川秀雄は、「少年のころに酒まんぢうが大好きだった」という友人の記憶を頼りに試行錯誤を経て味を再現し、小川菓子舗から「製法伝承昔造り〈元祖〉酒まんぢう」を販売する。しかし、2005年に小川が病に倒れたため、よねた製菓（芦別市）が製造を引き継ぐことになった。
よねた製菓の酒まんぢうは、道の駅スタープラザ芦別や自社店舗でも販売されているが、大半は銭函駅の売店で売れている。